# Nawigacja obszarowa
Nawigacja obszarowa (RNAV) (ang. Area navigation) – metoda nawigacji, która pozwala na loty statków powietrznych po dowolnie określonym torze lotu w zasięgu naziemnych lub umieszczonych w przestrzeni urządzeń nawigacyjnych, lub w granicach możliwości urządzeń autonomicznych, lub przy stosowaniu kombinacji tych urządzeń.